# 周福安
周福安 (1962年—），是香港執業會計師，曾任多家地產集團公司高層包括領展執行董事兼首席財務總監、嘉里建設財務主管，及思捷環球財務總監、麗新系多家公司董事 

## 生平
周氏擁有豐富的財務會計經驗以及豐富的地產公司、零售公司工作經驗，先後出任思捷環球財務總裁、嘉里集團財務董事、領展董事、自2012年起出任麗豐控股主席、麗新制衣國際副主席，曾經任麗新系若干個附屬公司董事，于2023年10月辭任麗新系內麗新發展丶丽新制衣丶丽豐控股董事會副主席兼非執行董事 。

### 學歷丶專业資格
曾任香港會計師公會副會長、執業會計師丶香港證券及期貨事務監察委員會諮詢委員。彼畢業於英國倫敦大學倫敦政治經濟學院，持有科學(經濟)理學士，英格蘭及威爾斯特許會計師公會之資深會員。 

## 名下馬匹
周福安伉儷和兒子周偉權自2012-2013馬季開始在香港賽馬會擁有個人名下馬匹，包括「福駿寶」、「福愛寶」、「福多寶」、「福滿寶」、「福國寶」。另外，周福安亦與孔思和、羅啟華等人皆是香港足球會團體成員。